# 弗朗西斯科·马卡布洛斯
弗朗西斯科·马卡布洛斯（Francisco Macabulos，1871年9月17日—1922年4月30日），也译为马卡布罗斯，菲律宾爱国革命军将领。
1871年9月17日生于菲律宾拉巴斯。早年参加菲律宾秘密革命组织卡蒂普南，1896年卡蒂普南武装起义时，因勇敢善战，被晋升爲准将。1897年阿奎纳多领导的邊那巴多共和國与殖民政府妥协，签订破石洞条约，马卡布洛斯将军坚持带领起义军斗争。
1898年4月，马卡布洛斯则在吕宋中部建立革命政府，而阿奎纳多也试图趁着美西战争卷土重来，在香港设立「爱国委员会」，5月又在美军的保护下回到菲律宾，领导对西战争。6月12日，马卡布洛斯在甲米地发佈《独立宣言》，1899年1月颁布《马洛洛宪法》（「马洛洛」也译为「马洛洛斯」），建立全亚洲第一个民主共和国，史称菲律宾第一共和国或马洛洛共和国，阿奎纳多重新当选为菲律宾总统。
然而，1899年2月4日，美军突然进攻马尼拉市郊的菲军，翌日菲律宾第一共和国向美国宣战，美菲战争爆发，马卡布洛斯效忠的菲律宾共和国政权同时陷入美西战争和美菲战争中，他被任爲旅长，继续抗击美军。12月10日，美西战争结束，战胜国美国攫取了菲律宾统治权。1901年3月21日，菲律宾全境落入美军手中，阿奎纳多被俘投降，共和国覆灭。